# Boreochlus longicoxalsetosus
Boreochlus longicoxalsetosus är en tvåvingeart som beskrevs av Kobayashi och Suzuki 2000. Boreochlus longicoxalsetosus ingår i släktet Boreochlus och familjen fjädermyggor. Inga underarter finns listade i Catalogue of Life.